# Dieter Schrage
Hermann Dieter Schrage (* 28. Juni 1935 in Hagen; † 29. Juni 2011 in Wien) war ein österreichischer Kulturwissenschaftler, -aktivist und -politiker (Die Grünen – Die Grüne Alternative).

## Leben
Hermann Dieter Schrage wuchs in Singen und Bochum auf. In Aachen besuchte er eine Journalistenschule, bevor er, zunächst an der Universität Köln, dann an der Universität Wien, Theaterwissenschaften studierte und 1967 über Saladin Schmitt zum Doktor der Philosophie promovierte. Ab 1960 war er in Wien ansässig, 1966 nahm er die österreichische Staatsbürgerschaft an. Er war zweifacher Vater und Großvater. Sein Sohn Götz Schrage aus seiner Ehe mit der Keramikkünstlerin Renate Fuhry wurde 1960 geboren und lebt als Fotograf in Wien.
Nach künstlerischer Arbeit als Keramiker wurde Schrage 1968 Kulturreferent des Wiener Kunstfonds der Zentralsparkasse der Gemeinde Wien. In dieser Funktion, die er bis 1979 innehatte, empfahl er künstlerische Projekte zur Förderung durch den Kunstfonds dieser Bank und Sparkasse. 1971 war er Mitbegründer und bis 1974 zeitweise auch Leiter des Freien Kinos, das als Programmkino für Wien wegweisend war. Von 1979 bis 2001 arbeitete er als Kurator am Museum Moderner Kunst. Er nahm Lehraufträge an den Universitäten Wien (Institut für Theater-, Film- und Medienwissenschaft; Institut für Volkskunde) und Salzburg (Institut für Publizistik) sowie an der Hochschule für Musik und darstellende Kunst Wien (Ästhetische Theorie) wahr. Schwerpunkte seiner wissenschaftlichen Tätigkeit waren Kulturpolitik, Kunsttheorie, Popularästhetik sowie Subkultur und Gegenkultur.
Politisch radikalisierte sich der Sozialdemokrat Schrage unter dem Eindruck der Außerparlamentarischen Opposition der späten 1960er Jahre. Er engagierte sich 1976 in der Wiener Arena-Bewegung und wurde 1987 Mitglied der Grünen Alternative. Schrage war zudem Anarchist, der zahlreiche Vorträge zu theoretischen, historischen und praktischen Aspekten des Anarchismus gehalten hat.
Trotz einer schweren Diabetes-Erkrankung ab 1989 blieb Schrage kulturell und politisch aktiv; 1992 mussten ihm beide Unterschenkel amputiert werden. 1992 gründete er die Pierre-Ramus-Gesellschaft. 1994 erhielt er den Preis der Stadt Wien für Volksbildung.
Er war langjähriges Vorstandsmitglied der Grünen Alternative Wien und wurde Sprecher der Initiative Grüne SeniorInnen, die er 1997 gegründet hatte und zu deren Ehrenmitglied er 2009 gewählt wurde. 2007 organisierte er mit Norbert Siegl eine Graffiti-Ausstellung über rechtsextreme Zeichen und Parolen.
Dieter Schrage, der trotz seiner schweren Erkrankung bis zuletzt sehr aktiv war, starb völlig unerwartet am 29. Juni 2011 in seiner Wohnung im Wohn- und Kulturprojekt Sargfabrik in Wien.

## Veröffentlichungen
- Saladin Schmitt am Stadttheater Bochum (1919–1949). Dissertation. Wien 1967
- (Hrsg.): Montage-Resonanzen. Montage als Prinzip im Wirken von Willy Verkauf-Verlon. mit Bild und Wort. Verlag für Gesellschaftskritik, Wien 1992, ISBN 3-85115-158-5
- (Hrsg.): Wolfgang Paalen. Zwischen Surrealismus und Abstraktion. Ritter, Klagenfurt 1993, ISBN 3-85415-124-1
- mit Philipp Maurer (Hrsg.): Realistische Kunst in Wien 1945 - 1995. Ein Spiegel. Eine Ausstellung der Kleinen Galerie im Kundenzentrum der Wiener Linien, 17. Jänner bis 15. Februar 1996. Gesellschaft für Kunst und Volksbildung, Wien 1996, ISBN 3-901293-02-7
- (Hrsg.): Situationistische Internationale 1957–1972. Museum Moderner Kunst Stiftung Ludwig Wien, 20er Haus, 31. Jänner 1998–15. März 1998. Triton, Wien 1998, ISBN 3-85486-006-4
- Wie ich noch einmal über die Stränge schlagen wollte und dabei vom Regen in die Traufe kam. Texte zu einer alternativen grünen Politik. Eichbauer, Wien 1998, ISBN 3-901699-07-4
- (Hrsg.): Hermann Nitsch, 6-Tage-Spiel in Prinzendorf 1998. Relikte und Reliktinstallationen, Aktionsmalerei, Fotos und Video. Museum Moderner Kunst Stiftung Ludwig Wien, Palais Liechtenstein, 27. März – 16. Mai 1999. Museum Moderner Kunst, Wien 1999, ISBN 3-900776-80-6
- mit Norbert Siegl (Hrsg.): Rechtsextreme Symbole und Parolen. Graffiti und Sticker als Medium interkultureller Kommunikation. Graffiti-Edition, Wien 2008, ISBN 978-3-901927-20-1